# Vilma Purič
Vilma Purič, slovenistka, profesorica, publicistka, esejistka, pisateljica, * 8. julij 1966, Trst.

## Življenje in delo
Vilma Purič se je rodila v Trstu, a živi v Repnu nad Trstom. Oče je bil Rudolf, mati Alojzija (rojena Grilanc). Obvezno šolanje je opravila v domačem kraju, leta 1985 je maturirala na slovenskem klasičnem liceju France Prešeren v Trstu, nato se je vpisla na Univerzo v Trstu, kjer je na Filozofski fakulteti diplomirala iz slovenske književnosti leta 1993 s tezo o Borisu Pahorju (L'esperienza dei campi di concentramento nella narrativa di Boris Pahor - Izkušnja koncentracijskega taborišča v leposlovju Borisa Pahorja). Iz slovenistike je doktorirala leta 2018 na Univerzi v Ljubljani z disertacijo Sodobne tržaške slovenske pesnice. Poučuje slovenščino na Državnem izobraževalnem zavodu Jožef Stefan v Trstu.
Vilma Purič je zelo aktivna med slovensko narodno skupnostjo v Italiji. Redno piše literarne ocene za Radio Trst A in za marsikateri medij, saj objavlja v Primorskem dnevniku, Mladiki, v Primorskih srečanjih (revija za družboslovje in kulturo), Sodobnost, Slavistično revijo in še marsikje ter si prizadeva za prepoznavnost žensk v književnosti in literarni teoriji. Leta 2022 so ji na občnem zboru zaupali predsedstvo Slavističnega društva Trst-Gorica-Videm. Leta 2023 je bila nominiranka za literarno nagrado mira ženskega odbora Slovenskega centra PEN.
Vilma Purič je doslej objavila tri romane:
- Burjin čas (2009 - Mladika, Trst)[15]
- Brez zime (2012 - Mladika, Trst)[16]
- Reka (2021 - Mladika, Trst)[17]

Napisala pa je tudi bolj raziskovalne knjige s področja literarnih študij. Leta 2011 je izdala knjigo Pesniki pod lečo o slovenskih pesnikih, leta 2020 pa je predelala svojo doktorsko disertacijo in izdala knjigo Sodobne tržaške pesnice, ki je žela zelo dober uspeh. Leta 2024 je uredila zbornik predavanj s simpozija na 32. Primorskih slovenističnih dnevih, posvečenih življenju in delu akademika Borisa Paternuja in pisatelja Marka Sosiča.
Vilma Purič redno sodeluje na literarnih posvetih, simpozijih in razpravah, večkrat jo vabijo v razne literarne ocenjevalne komisije, kot npr. za Literarni natečaj revije Mladika, AirBeletrinin natečaj za najboljšo kratko zgodbo ipd.